# Ілі-Ішар

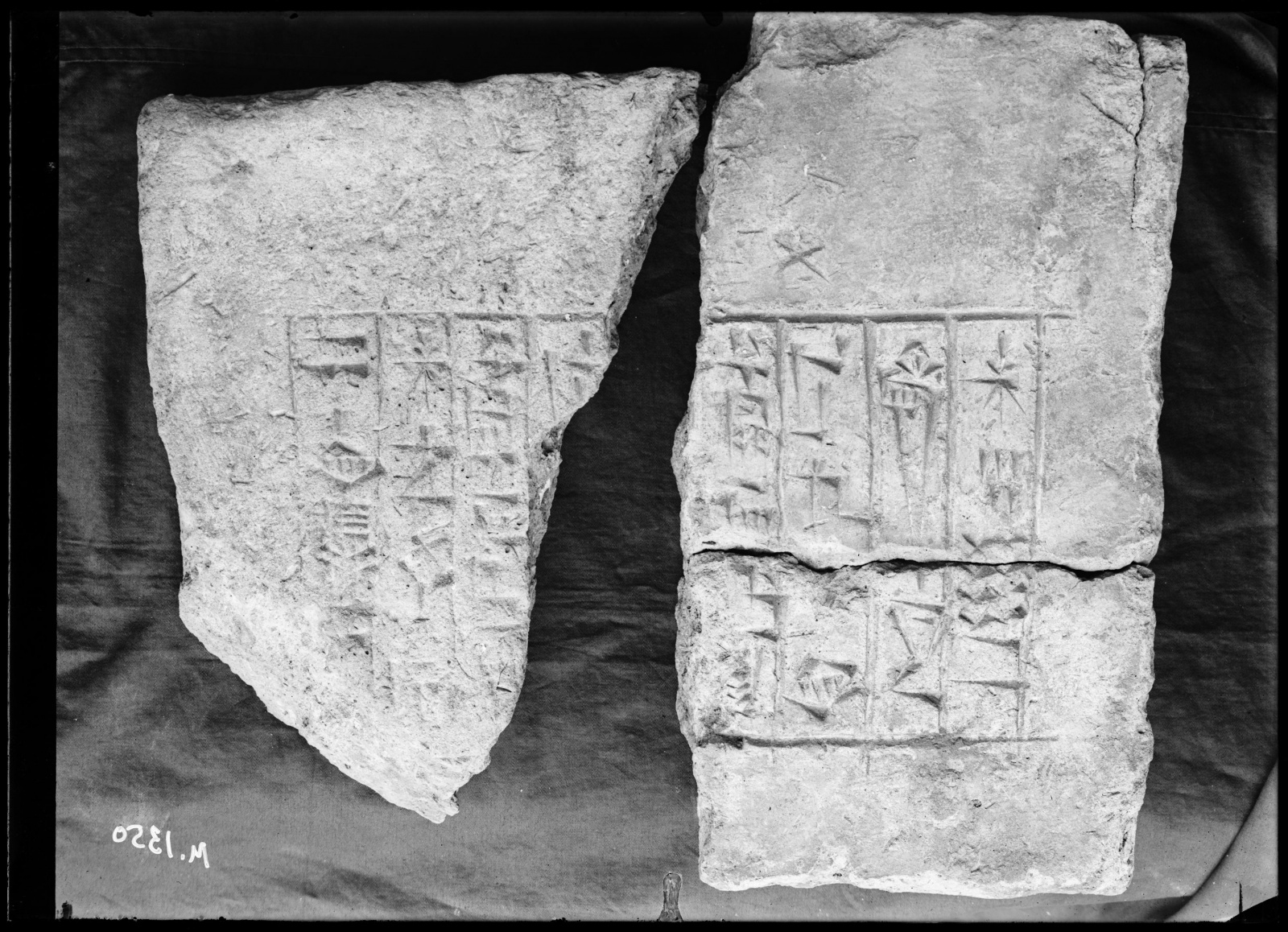
Цегла з написом Ілі-Ішар

Ілі-Ішар (Ілум-Ішар) (аккад. 𒄿𒊬; д/н — бл. 2072 до н. е.) — шаканаку (військовий намісник) Трього царства Марі близько 2084—2072 років до н. е.

## Життєпис
Походив з династії шаканаку. Старший син лугаля Апілкіна. Близько 2085 року до н. е. повалив свого родича Ідді-ілума й захопив владу. Втім не змміг позбавитися від залежності урського Шульгі. Тому не прийняв титулу лугаля, але став зватися великим шаканаку.
У Марі було знайдено кілька цегляних написів з ім'ям Ілі-Ішар, що описують будівництво каналу від Марі до протоки Баб-Мер. Йому спадкував брат Тура-Даган.